# 藤村紫朗

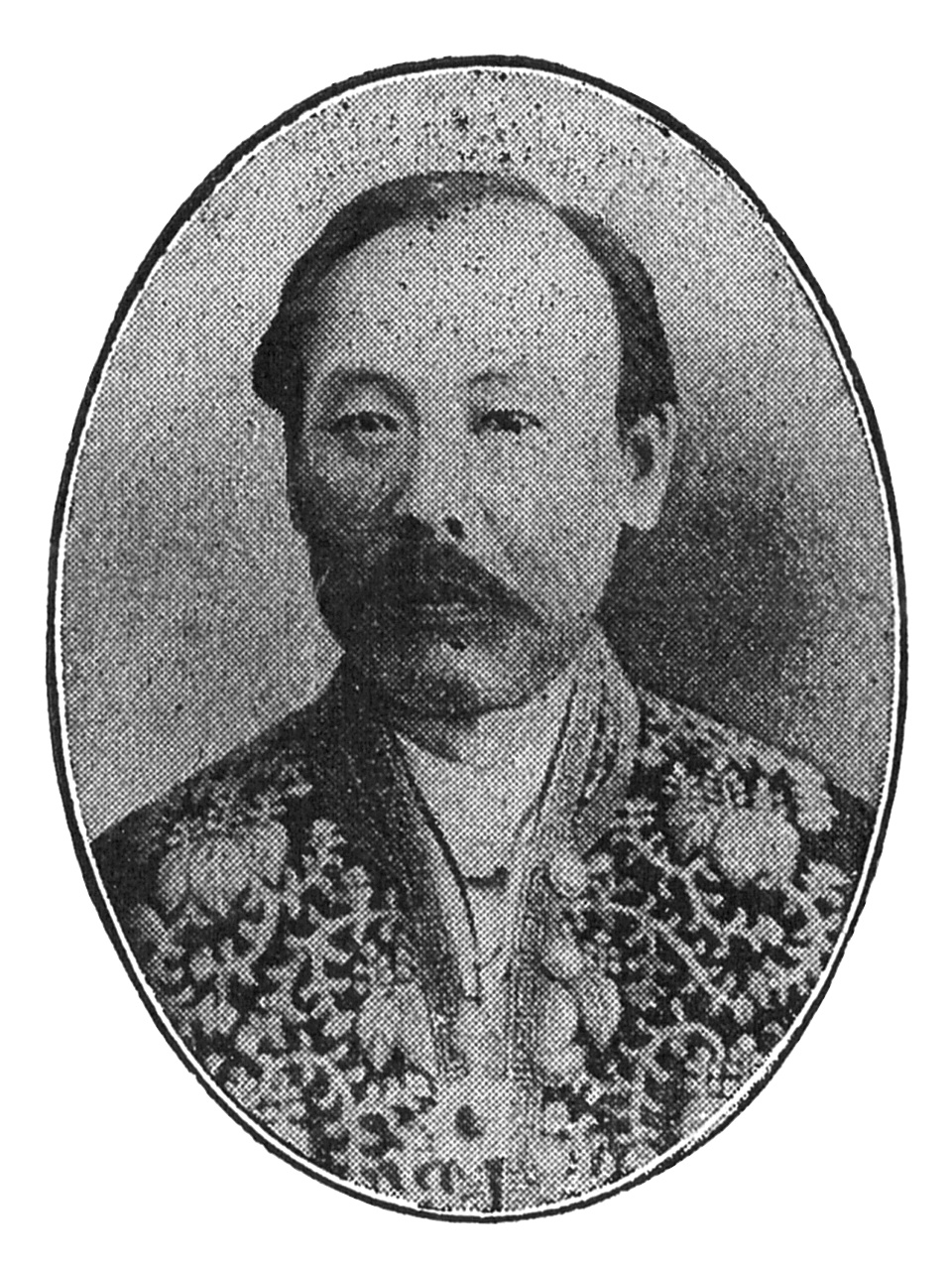
藤村紫朗

藤村 紫朗（ふじむら しろう、1845年4月7日（弘化2年3月1日）- 1909年（明治42年）1月5日）は、日本の官僚、政治家。山梨県令、山梨県知事、愛媛県知事。貴族院勅選議員、男爵。

## 略歴

### 出生から山梨県令着任
肥後国熊本寺原瀬戸坂袋町に熊本藩士である父「黒瀬市左衛門」、母「登千子」の二男として生まれ、安政5年（1858年）に同藩士である菅野太平の養子となり、名を嘉右衛門と改める。上京して尊皇攘夷運動に加わり、1863年（文久3年）の八月十八日の政変後に脱藩し、翌元治元年（1864年）の禁門の変では長州藩に加わって戦い、大和十津川郷士の紀州高野山挙兵にも参加している。
明治15年（1882年）12月23日付、太政官賞勲局あて履歴書による明治新政府への出仕後の履歴は次のとおりである。
慶応4年（1868年）2月12日、御親兵会議所詰。同年3月14日、浪士取調のため軍防局に出仕。同年閏4月4日、徴士・内国事務局権判事となり三河国裁判所に在勤。同年6月16日、軍務官へ出仕。同年8月29日、軍監。明治2年（1869年）3月1日、監察司知事。同年8月20日、弾正少巡察。同年9月25日、兵部省に出仕。同年11月3日、監督司大佑。同年11月8日、兵部権少丞。明治3年（1870年）1月9日、兼京都府少参事。明治4年（1871年）11月26日、大阪府参事。

### 初期県政
明治6年（1873年）1月27日に大小切騒動で免官となった権令土肥実匡の後任として大阪府参事から山梨県権令として着任。在地士族層を欠く山梨において、藤村は同年4月に「区戸長公選法」を発布し、区戸長を公選させた上で任命する方式を取り、「新聞解話会」を行大小切騒動で損なわれた人心掌握に務めた。さらに「物産富殖告諭」において殖産興業計画を布告し、戸区長のうち区長総代理、学区取締総理の2名を政策の相談役として県庁に詰めさせ、近藤喜則や栗原信近など地元名士の協力が得られ、興業政策を実行する。

### 藤村県政の諸政策

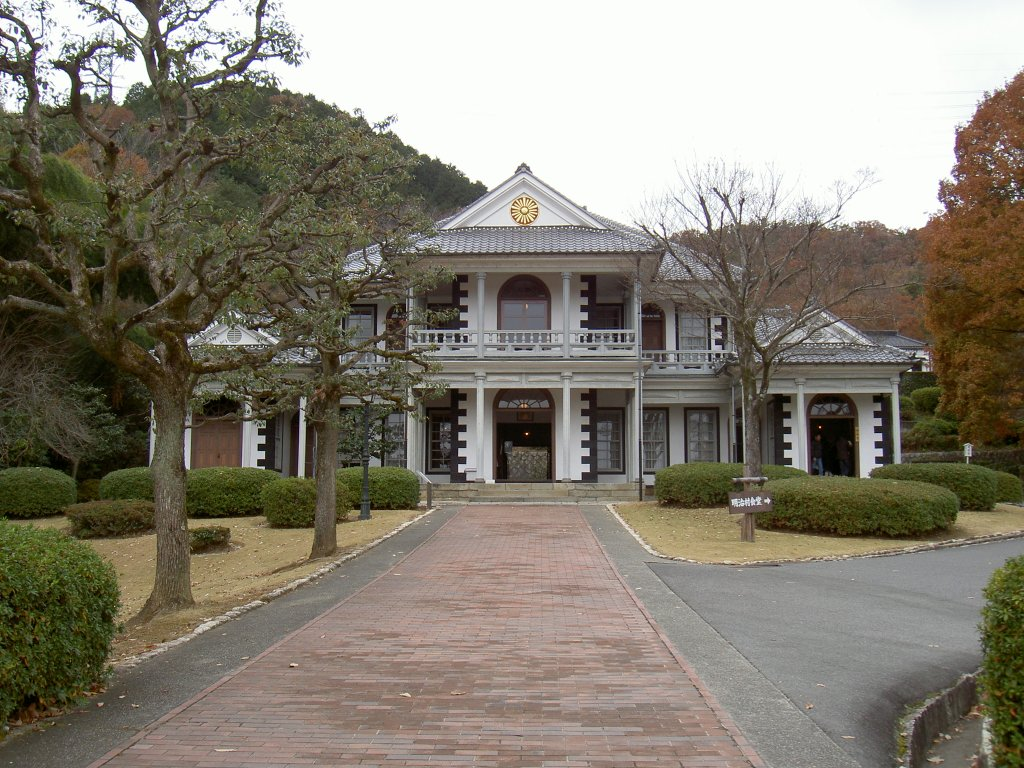
藤村式建築のひとつ東山梨郡役所。博物館明治村

#### 道路改修
1874年（明治7年）には「道路開通告示」を発し開港場である横浜へ通じる道路整備のため民費による道路改修を実施し、甲州街道や駿州往還、駿信往還、青梅街道など主要な幹線道路に馬車通行可能な改修工事が行われた。1880年（明治13年）には明治天皇の六大巡幸の一つである甲州・東山道巡幸がなされている。なお、藤村は「道路県令」と評されており、北村透谷の草稿である「富士山遊びの記憶」(明治18年(1885年)の夏に、2年前(明治16年(1883年)7月下旬)の富士登山における記憶により起草されたもの。）にその片鱗が記されている。

#### 殖産興業
江戸時代からの甲斐の産業であった製糸業や郡内地方の織物織は中核産業として重視され、技術革新のため1874年（明治7年）7月に常盤通りに面した甲府錦町(甲府市中央二丁目）に山梨県勧業製糸場を創設した。勧業製糸場は1903年（明治36年）まで稼業した。
藤村は殖産興業の一環として葡萄酒（ワイン）の醸造を推進した。山梨県では民間において明治初年から在来種の甲州葡萄を利用した葡萄酒醸造業が開始されていたが、藤村は1877年（明治10年）に勧業製糸場に併設した葡萄酒醸造場を開設して、葡萄酒の生産を試みた。

#### 日野原開拓
県北東部に位置する巨摩郡日野原（北杜市長坂町）の開拓を企図した。日野原は南北一里、東西7 -8町、面積百数十町歩の原野で、水利が乏しく秣場として利用されている荒野であった。日野原開拓は前任の県令・土肥と権参事・富岡敬明により企図されていた。敬明は明治8年9月に香川県令として転任するまで日野原開拓に携わっている。藤村は1873年（明治6年）に大蔵省租税寮において稟議が始まると、試験的に開墾と桑、茶、ぶどうや甘藷、クローバー、蕎麦などの栽培を実施した。
政府による日野原開拓の稟議は地租改正により一時的に宙に浮くが、翌1874年（明治7年）に藤村は再び開拓計画を上申し、移住者を募集して開拓を開始した。同年11月には洋風建築の養蚕伝習所を開設し、外国人教師を招いて養蚕技術の普及を企図した。日野原開拓は利水の乏しさにより難航したが、北巨摩地域において養蚕を普及させる効果は発生したと評されている。

#### 教育・文化政策
殖産興業と平行して文明開化のための施策も行い、荒廃していた甲府市街の整備に着手し、「藤村式建築」と呼ばれる擬洋風建築を推進。1872年（明治5年）に政府が学制を公布されると、区戸長に学区取締を兼任させて就学を推進し、「陋習」打破と称して道祖神風習など伝統行事や祭事などへの抑圧を行っている。

### 反藤村運動の発生から後期山梨県政
藤村の興業政策は成果をあげる一方で民費負担が県民の反発を招き、1877年（明治10年）5月、甲府太田町一蓮寺で県会を開催して民費の確保を試みるが、失敗している。同年に政府が募集した起業公債基金にも8つの事業計画を提出しているが、これも黙殺されている。明治10年代には県庁広報誌であった『甲府日日新聞』（のちの山梨日日新聞）に対して藤村県政に批判的な新聞が出現し、1879年（明治12年）創刊で自由民権運動の中核となった『峡中新報』において展開された。

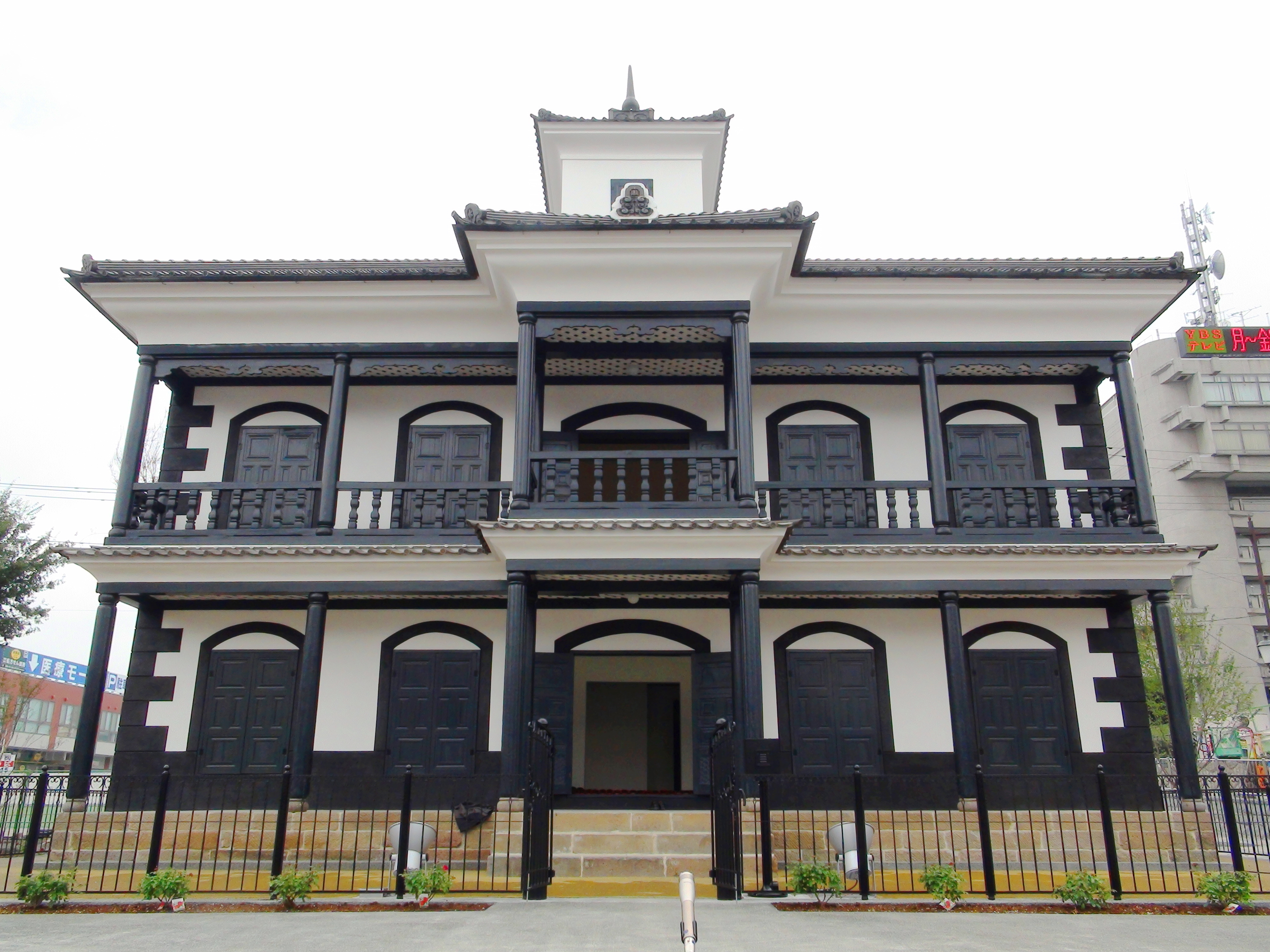
甲府駅北口広場に移設された旧睦沢学校

藤村は政府の資金援助による産業振興を期待していたが、1881年（明治14年）、政府の軍備拡張政策に応えた大蔵卿松方正義による財政政策（松方財政）によるデフレーションは県内の製糸業は打撃を受け、1884年（明治17年）には勧業製糸場が火災で焼失し、民間に払い下げられた。1886年（明治19年）の地方官官制の発布により初代知事となる。

### 愛媛県知事時代から晩年
1887年（明治20年）3月に愛媛県知事として転任する。後任の山梨県知事は山崎直胤。愛媛県においても養蚕の奨励や洋風建築の推進などを行っているが、1888年（明治21年）には公金流用疑惑で東京へ召還され、潔白を主張して辞任する。
1890年（明治23年）9月29日、貴族院勅選議員に任じられ、1896年（明治29年）6月5日に勲功により男爵を叙爵。また、熊本県内における実業界にも携わっている。墓所は熊本市禅定寺。

## 栄典
- 1886年（明治19年）10月28日 - 従四位[8]
- 1905年（明治38年）10月30日 - 従三位[9]

## 史跡
- 中巨摩郡睦沢村亀沢（現在の甲斐市）に1876年（明治9年）に藤村式建築により建設された睦沢学校の校舎は、1957年（昭和32年）7月まで睦沢小学校校舎として使用され、その後は睦沢公民館として使用されていたが、同小学校の校舎増築にあたり当該地における保存が困難となったため、一旦解体された後に旧睦沢小学校校舎保存委員会によって、1966年（昭和41年）に甲府市古府中町の武田氏館跡（敷地内に武田神社が鎮座）の西曲輪に復元移築され甲府市藤村記念館として一般公開されるとともに、1967年（昭和42年）6月15日には旧睦沢学校校舎として国の重要文化財に指定された。なお、同校舎は2010年（平成22年）に再度移築され、現在は甲府駅北口広場に建てられている。

## 家族
- 妻: 珊（1856年生） - 片岡源馬（利和）男爵の養女。兵庫県士族・宇都宮乾八の長女。
- 長男: 藤村義朗 - 実業家・貴族院議員・逓信大臣
- 次男:藤村兎羊熊[10]
- 四男: 片岡和雄 - 片岡源馬の養女あい（東京府平民・人見新助の娘）の婿となり、男爵を継ぐ[11][12]。学習院高等科を経て京都帝国大学理工科大学を卒業後実業に進み、磐城軌道社長などを務めた[13]。
- 娘・美代 - 山口県士族・木梨辰次郞の妻。その長女・千代は東大教授・児島喜久雄の妻、二女・慶子は大洋漁業社長・中部謙吉の妻、長男・木梨信彦は大洋漁業取締役[14]。